# Петер Барінка
Петер Барінка (словац. Peter Barinka; народився 6 квітня 1977 у м. Тренчин, ЧССР) — словацький хокеїст, центральний нападник. 
Виступав за «Дукла» (Тренчин), ХК «Пухов», ХК «Спішска Нова Вес», ХК «Злін», ХК «95 Поважська Бистриця», ХК «Тржинець», БК «Млада-Болеслав», ХКм «Зволен», МсХК «Жиліна», ХКм «Зволен».
У складі національної збірної Словаччини провів 14 матчів (3 голи). У складі молодіжної збірної Словаччини учасник чемпіонату світу 1997. У складі юніорської збірної Словаччини учасник чемпіонату Європи 1995 (група B).